# Fito Galli
Marcelo Galli,  conocido por su nombre artístico Fito Galli, es un comunicador, actor y humorista uruguayo.
En 2003 cocondujo el programa Dos por noche, junto a Petru Valensky, donde interpretaban a las hermanas Coito, en el canal de cable VTV. El programa se emitió durante cinco años, y regresaría a la pantalla en 2013. En sus personajes lleva a la pantalla y al escenario su convicción de decir las cosas con humor.
Paralelamente a su vida artística, es funcionario del INAU.